# Schweizer Faustballnationalmannschaft der Frauen
Die Schweizer Faustballnationalmannschaft der Frauen ist die von den Nationaltrainern getroffene Auswahl Schweizer Faustballspielerinnen. Sie repräsentieren Swiss Faustball auf internationaler Ebene bei Veranstaltungen der European Fistball Association und International Fistball Association. Die Schweiz gehört zu den führenden Faustballnationalmannschaften der Welt.

## Internationale Erfolge
Seit der ersten Austragung nimmt die Frauennationalmannschaft der Schweiz an den Weltmeisterschaften teil.

### Weltmeisterschaften
| - 1994 in Argentinien: 4. Platz (von 8) - 1998 in Österreich: 2. Platz (von 7) - 2002 in Brasilien: 1. Platz (von 7) - 2006 in der Schweiz: 4. Platz (von 9) | - 2010 in Chile: 4. Platz (von 6) - 2014 in Deutschland: 4. Platz (von 10) - 2016 in Brasilien: 3. Platz (von 7) - 2018 in Österreich: 2. Platz (von 11) |

## Aktueller Kader
Kader bei der Faustball-WM 2016 in Brasilien:
| Nr.            | Name                 | Verein                   |         |         |         |         |         |
| Angriff        | Angriff              | Angriff                  | Angriff | Angriff | Angriff | Angriff | Angriff |
| -------------- | -------------------- | ------------------------ | ------- | ------- | ------- | ------- | ------- |
| 1              | Tina Baumann         | TSV Jona                 |         |         |         |         |         |
| 2              | Natalie Berchtold    | TSV Jona                 |         |         |         |         |         |
| 3              | Tanja Bognar         | SVD Diepoldsau           |         |         |         |         |         |
| 4              | Fabienne Fedier      | STV Oberentfelden/Amsteg |         |         |         |         |         |
| 5              | Jaqueline Fedier     | STV Oberentfelden/Amsteg |         |         |         |         |         |
| Abwehr/Zuspiel |                      |                          |         |         |         |         |         |
| 6              | Andrea Gerber        | STV Oberentfelden/Amsteg |         |         |         |         |         |
| 7              | Rahel Hess           | FG Rickenbach-Wilen      |         |         |         |         |         |
| 8              | Sabrina Siegenthaler | STV Oberentfelden/Amsteg |         |         |         |         |         |
| 9              | Janine Stoob         | TSV Jona                 |         |         |         |         |         |
| 10             | Celina Traxler       | TSV Jona                 |         |         |         |         |         |

### Trainerstab
| Name                 | Funktion            |
| -------------------- | ------------------- |
| Anton Lässer         | Nationaltrainer     |
| Benjamin Marti-Suter | Co-Trainer          |
| Ralf Pfizenmayer     | Physiotherapeut     |
| Blanka Lang          | Delegationsleiterin |